# Шутов, Иван Никитович
Иван Никитович Шутов (9 февраля 1908, Харьков — 29 марта 1973, там же) — русский советский прозаик.

## Биография
Родился в семье рабочего, учился в гимназии. До 1937 года работал на Харьковском паровозоремонтном заводе, литсотрудник заводской газеты. Печататься начал в 1929 году. Член Союза писателей СССР с 1937 года.
Участник Великой Отечественной войны. Награждённый орденом Красной Звезды, медалями.
Член КПСС с 1955 года.

## Творчество
Отдельными изданиями вышли сборники рассказов:
- «Яблочное варенье» (1930)
- «Будка» (1932)
- «Улица зелёного города» (1933)
- «Зульцер» (1933)
- «Цветы радости» (1934)
- «Сад» (1936)

Романы
- «Знамя полка» (1940)
- «Звенигора» (1953)
- «Весенний гром» (1963)
- «История одной юности» (1967)

Сборники повестей и рассказов
- «Лето» (1948)
- «Апрель» (1951)
- «Алые зори» (1954)
- «Годы и люди» (1956)
- «Криница в овраге» (1956)
- «Горные вершины» (1959)
- «Курган» (1959)
- «Перед жатвой» (1960)
- «Лунная соната» (1961)
- «Весенний гром» (1963)
- «Серебряное платье королевы» (1963)
- «Побег из ночи» (1969)
- «Потёмкин» продолжает бой" (1971)
- «Путешествие за живой водой» (1975)

книги для детей
- «Липовый ковшик» (1959)
- «Необыкновенная история о чудесной свирели и зелёном петушке» (1960)
- «Берёзкины слёзы» (1965)
- «Чудо-каравай» (1968)
- «Путешествие в страну Неугасимой Радуги»